# Gag
 Denne artikel omhandler komik. Opslagsordet har også en anden betydning, se Knebel (mund).
Gag vil sige et specielt komisk virkemiddel eller trick, som ofte er knyttet til en bestemt komisk kunstner og ligefrem betragtes som vedkommendes varemærke og/eller noget vedkommende har eneret på at at benytte sig af.
Et kendt eksempel på en gag er Victor Borges "fonetiske tegnsætning". Et andet eksempel er Kjeld Petersen og Dirch Passers idé med nummererede vittigheder. Denne går ud på, at eftersom de fleste vittigheder er gamle vittigheder, som alle i forvejen kender, så er det i grunden overflødigt at sige dem fuldt ud for at fremkalde den tilsigtede latter. Det må være nok at nævne dem ved nummer. 
At fumle virtuost med en mikrofon foran publikum er eksempel på et klassisk (ofte benyttet) gag, der er egnet til at fremkalde eksplosiv latter. 
Stumfilmtidens filmfarcer benyttede sig i rigt mål af gags.